# Cathédrale Notre-Dame de Kaya
Cette  cathédrale n’est pas la seule cathédrale Notre-Dame.
La cathédrale Notre-Dame à Kaya, est la cathédrale du diocèse de Kaya.

## Histoire
Dès 1928, Kaya était desservi de temps à autre par un prêtre venant de Bam. Par la suite, le père J. Leclercq en provenance de Bam rendait visite à Kaya une fois par mois.
Une chapelle en banco fut tout d'abord construite en 1930 dans le quartier de Yitaorê. Elle fut bénie en 1931.
En 1936, une nouvelle église dédiée à Notre-Dame des Victoires est édifiée.
Le 1er février 1976, le cardinal Paul Zoungrana consacra la nouvelle cathédrale, la dédiant à Notre-Dame.

## Paroisse
La paroisse s'étend sur 3 006 km2 et englobe les préfectures de Boussouma et Mané. Elle comptait au début des années 2010 environ 245 000 habitants, 26 297 baptisés, et 7 630 catéchumènes. Sa fondation date du 7 mars 1935.